# ألكساندر ماهون
ألكساندر ماهون هو إحدى الشخصيات الرئيسية في الموسم الثاني من مسلسل بريزون بريك، حيث أنه العميل الفدرالي الذي تم اختياره للبحث والقبض على الفارين الثمانية.
قام بدور ألكساندر ماهون الممثل الأمريكي ويليام فيشتنر.

## ماهون في الموسم الثاني
بعد أن يتم تكليف ماهون بمهمة القبض على الهاربين الثمانية يبدأ بتعقبهم بشتى الوسائل وفعلاً ينجح في قتل جون أبروتسي في الحلقة الرابعة وتوينر في الحلقة السابعة ثم يقوم بقتل الدو بوروز والد لينكون ومايكل.

## ماهون في الموسم الثالث
ينتهي به الأمر في سجن سونا ببنما مع مايكل وتي-باغ وبيليك هذا حتى نهاية الموسم الثاني. أما في الموسم الثالث يظهر في السجن ويشارك مايكل وجيمس ويسلر في عملية الهروب من سونا ويخرج فعلا.

## ماهون في الموسم الرابع
في الموسم الرابع يتعامل مع مايكل سكوفيلد ووكالة الأمن القومي للحصول على سيلا بعد أن قتلت الكومباني ابنه فيقرر الانتقام منهم، فيقتل ماهون قاتل ابنه بعد أن عذبه، بعد أن يحصل مايكل على سيلا ويتم سرقتها من قبل دون سيلف وغريتشن مورغان، يعمل ماهون مع لينكون بروز لإعادة سيلا إلى الكومباني، يحصل مايكل على سيلا، ينتهي المطاف بماهون أن يتم مسح سجل بالكامل بعد أن تمت إعادة سيلا للحكومة، ويبقى مع زميلته السابقة في مكتب التحقيقات الفيدرالية لانج.